# 仙都街道
仙都街道是中华人民共和国浙江省丽水市缙云县下辖的一个街道办事处。
2011年，浙江省人民政府批复同意撤销五云镇建制，其行政区域改由缙云县政府直辖。
2011年12月21日，丽水市人民政府批复同意在缙云县政府直辖区域设立五云、新碧、仙都3个街道。仙都街道辖仙源村、铁城村、鼎湖村、前湖村、田村村、下洋村、塘后村等7个行政村。办事处驻鼎湖村。

## 行政区划
仙都街道下辖以下村级行政区划单位：
下洋村、田村、塘后村、仙源村、铁城村、鼎湖村和前湖村。